# 富民路街道
富民路街道，是中华人民共和国天津市河东区下辖的一个乡镇级行政单位。

## 行政区划
富民路街道下辖以下地区：
天鼎社区、天琴里社区、滨河新苑社区、天研社区、万明里社区、富民东里社区、军旅公寓社区、滨河庭苑社区、金月湾花园社区、雅仕嘉园社区和雍景湾社区。